# Morti nel 1154
| Questa pagina contiene informazioni ricavate automaticamente dalle voci biografiche con l'ausilio del template Bio e di un bot. L'aggiornamento è periodico e automatico e ricostruisce completamente la pagina. Se manca una persona in questa lista, sei pregato di non aggiungerla, ma accertati piuttosto che la sua voce biografica contenga il template Bio e che i dati anagrafici siano correttamente compilati. Se il template Bio manca, inseriscilo tu stesso o, in alternativa, metti l'avviso {{tmp\|Bio}} che ne segnala la mancanza. Se i dati riportati sono sbagliati, correggi direttamente la voce biografica; le modifiche saranno visibili in questa lista entro pochi giorni. Per chiarimenti vedi il progetto biografie. La lista contiene solo le 23 persone che sono citate nell'enciclopedia e per le quali è stato implementato correttamente il template Bio. Pagina aggiornata al 18 ago 2025. |

- 2 febbraio - Vjačeslav I Vladimirovič, nobile russo (n. 1083)
- 26 febbraio - Ruggero II di Sicilia, re (n. 1095)
- 26 febbraio - Tabrisi, letterato arabo (n. 1077)
- 26 maggio - Lamberto di Bauduen, vescovo francese (n. 1084)
- 7 giugno - Al-'Abbas ibn Abi l-Futuh, berbero (n. 1115)
- 8 giugno - Guglielmo di York, arcivescovo cattolico e santo inglese
- 28 giugno - Ermengol VI di Urgell, conte (n. 1096)
- 21 luglio - Elisabetta d'Ungheria, nobile ungherese (n. 1128)
- 4 settembre - Gilberto Porretano, logico, teologo e vescovo cattolico francese (n. 1070)
- 25 ottobre - Stefano d'Inghilterra, re (n. 1096)
- 13 novembre - Izjaslav II di Kiev, principe russo
- 18 novembre - Adelaide di Savoia, regina (n. 1092)
- 3 dicembre - Papa Anastasio IV, papa, cardinale e vescovo cattolico italiano
- 12 dicembre - Vicelino di Oldenburg, vescovo cattolico e santo tedesco
- Al-Zafir, imam (n. 1133)
- Atto II, vescovo cattolico italiano
- Gualtiero I de Grenier, nobile
- Guiscarda di Béarn, nobile francese
- Lorenzo di Durham, religioso e poeta inglese
- Matilde del Maine, nobile
- Teodato II di Costantinopoli, arcivescovo ortodosso bizantino
- Faidiva di Tolosa, nobildonna francese
- 'Izz al-Din ibn Munqidh, politico siriano